# Ctenochilus bimaculatus
Ctenochilus bimaculatus är en stekelart som först beskrevs av Edoardo Zavattari 1912.
Ctenochilus bimaculatus ingår i släktet Ctenochilus och familjen Eumenidae. Inga underarter finns listade i Catalogue of Life.